# Ixorida sakaii
Ixorida sakaii är en skalbaggsart som beskrevs av Franz Antoine 1998. Ixorida sakaii ingår i släktet Ixorida och familjen Cetoniidae. Inga underarter finns listade i Catalogue of Life.